# PW Возничего
PW Возничего (лат. PW Aurigae) — одиночная переменная звезда в созвездии Возничего на расстоянии приблизительно 513 световых лет (около 157 парсеков) от Солнца. Видимая звёздная величина звезды — от +16m до +14,5m.

## Характеристики
PW Возничего — оранжевый карлик, эруптивная быстрая неправильная переменная звезда (IS:) спектрального класса ea или K. Радиус — около 0,84 солнечного, светимость — около 0,15 солнечной. Эффективная температура — около 3914 К.